# 陈家坛
陈家坛（1982年—），男性，贺州市八步区铺门镇人，2005年加入中国共产党。中华人民共和国政治人物。

## 生平
陈家坛早年在梧州师范高等专科学校初等教育系就读，毕业后步入政坛，曾任贺州市八步区桂岭镇党委副书记、镇长。因在脱贫攻坚战中作出突出贡献，2021年2月25日全国脱贫攻坚总结表彰大会上，陈家坛被授予“全国脱贫攻坚先进个人”称号。2022年，转任中共八步区仁义镇党委书记。
陈家坛已婚，生有两个子女。